# Ferrofluido
Ferrofluido corresponde a uma dispersão coloidal de partículas ferromagnéticas (geralmente hematita ou magnetita) em escala nanométrica, suspensas num líquido carregador, que pode ser polar, como a água, ou apolar, como um solvente orgânico. Para impedir a aglomeração das nanopartículas magnéticas devido aos efeitos das forças magnéticas e de van der Waals, as nanopartículas podem tanto ser revestidas com moléculas anfifílicas, como podem sujeitar-se a um tratamento superficial, que as carregue eletricamente, método desenvolvido por Massart em 1981.

Em cada partícula há apenas um domı́nio magnético, apresentando um único vetor momento magnético. Assim, os ferrofluidos apresentam o estado magnético, denominado superparamagnetismo, porquanto o campo magnético induz a magnetização das nanopartículas de modo similar ao dos materiais paramagnéticos. Embora o nome possa induzir em erro, os ferrofluidos não apresentam o ferromagnetismo, visto que não retêm a magnetização na ausência de campo externo. OS campos magnéticos da ordem de 1 Tesla, que na maioria dos materiais não induz magnetização observável, podem levar a um nível de alinhamento dos momentos magnéticos próximo de 100%. 

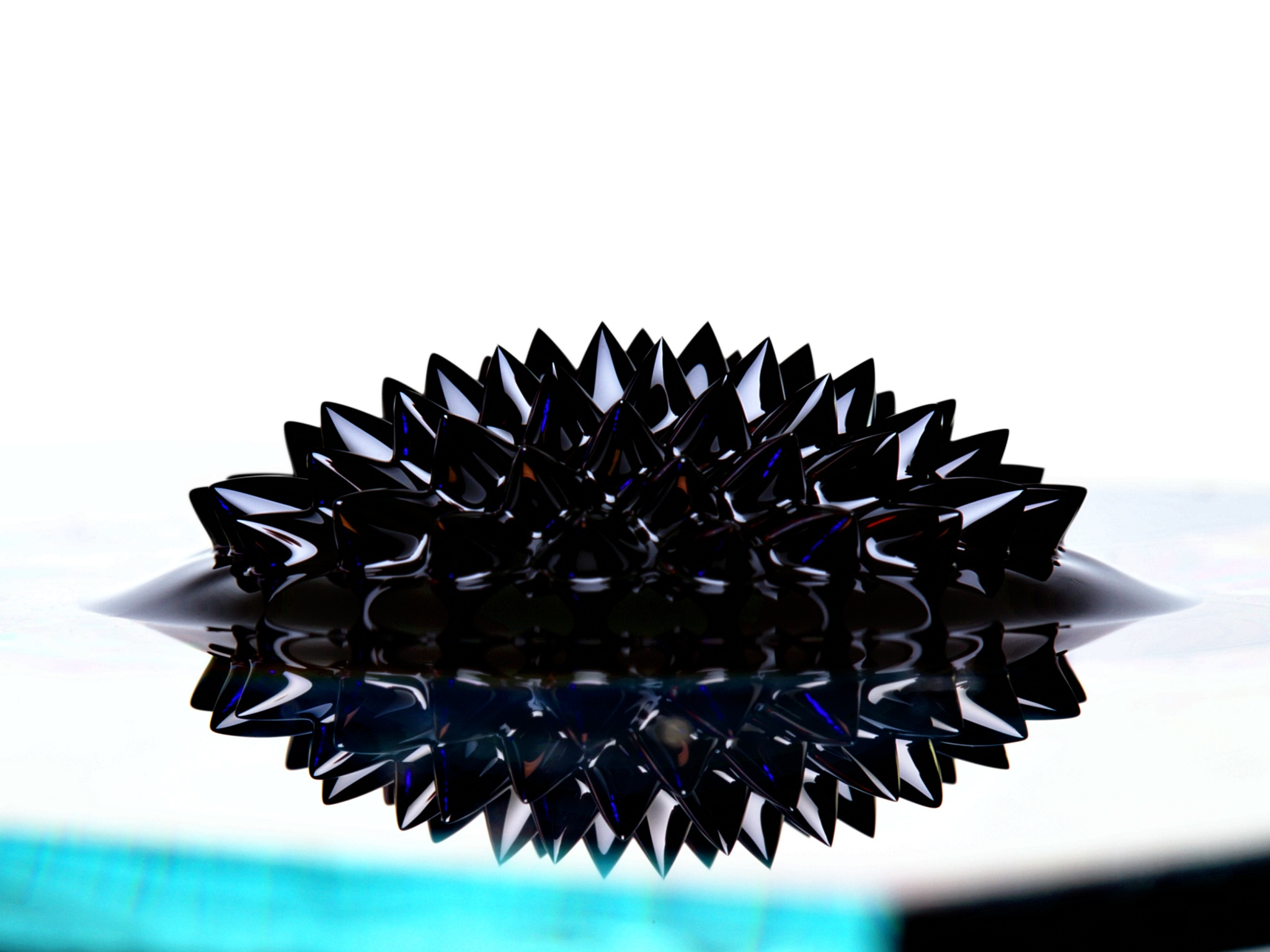
Ferrofluido sob ação de um campo magnético

Os ferrofluidos afiguram-se como os únicos fluidos com propriedades magnéticas acentuadas e úteis para aplicações. As teorias atuais não descartam a possibilidade física da existência de outros fluidos ferromagnéticos, mas até hoje tal forma de fluido nunca foi observada.
Muitos pesquisadores preferem utilizar os termos «fluido magnético» ou «coloide magnético», em vez de ferrofluido, por os considerarem mais precisos. Em geral, as duas expressões podem ser utilizadas comutativamente. Em inglês, língua mais utilizada nas publicações científicas, as expressões correspondentes são magnetic fluid, magnetic colloid e ferrofluid, respectivamente.

## Origem
Os ferrofluidos surgiram na década de 60, do séc. XX, na sequência de tentativas da agência americana NASA - National Aeronautics and Space Administration de criar combustíveis que pudessem ser controlados na ausência de gravidade. A solução encontrada passou por moer partículas magnéticas e dispersá-las no combustível, de modo a que pudesse ser direcionado por meio da aplicação de um campo magnético. Desde então, as técnicas de síntese têm-se aperfeiçoaram, e hoje produzem-se fluidos magnéticos com as mais variegadas características, usados em diversas aplicações tecnológicas e biomédicas.

## Aplicações
Os ferrofluidos são amplamente utilizados na biomedicina como agente de contraste para a produção de imagem por ressonância magnética, transporte e entrega de medicamentos e para o tratamento de câncer por hipertermia magnética.